# Вилхелм фон Мандершайд Млади
Вилхелм фон Мандершайд „Млади“ (на немски: Wilhelm von Manderscheid, Herr zu Nohfelden & Detzem; † между 1 януари и 12 август 1374) е благородник от фамилията фон Керпен-Мандершайд, господар на Нохфелден в Саарланд и Децем в Рейнланд-Пфалц.
Той е син на рицар Вилхелм III фон Мандершайд († 1313) и втората му съпруга Юта фон Ройланд († сл. 1343), дъщеря на Дитрих фон Ройланд († 1296/1299) (в Белгия) и Мехтилд фон Гимних († сл. 1292). Майка му Юта фон Ройланд се омъжва втори път сл. 1313 г. за Йохан „Стари“ фон дер Фелс († 1357). Полубрат му е рицар Вилхелм Стари фон Мандершайд († сл. 1367).

## Фамилия
Вилхелм фон Мандершайд „Млади“ се жени за Аделхайд фон Кунтциг († 1370). Те имат една дъщеря:
- Юта фон Мандершайд († 28 октомври 1377), омъжена за фогт Йохан фон Хунолщайн († 20 август 1371), син на фогт Йохан фон Хунолщайн, преим. Шпиз цу Ноймаген († ок. 1321) и Анна фон Кирбург († пр. 1322)

Вилхелм фон Мандершайд Млади се жени втори път 1330 g. за Аделхайд фон Фишбах (* ок. 1318; † 1 януари/16 май 1370), дъщеря на Фридрих фон Фишбах и на Паза. Те имат осем деца:
- Вилхелм „Стари“ фон Мандершайд-Нохфелден († 1399), господар на Нохфелден, женен I. сл. 1357 г. за Юта фон дер Фелс († сл. 1385), II. 1399 г. за Юта фон Ерлигхайм
- Арнолд фон Мандершайд († сл. 1380)
- Фридрих фон Мандершайд († сл. 1405)
- Вилхелм VIII фон Мандершайд († 23 април 1377), женен I. за Кунигунда фон Пютлинген († сл. 1371), II. за Юта фон Ерлигхайм, която се омъжва 1399 г. за брат му Вилхелм „Стари“ фон Мандершайд
- Неза фон Мандершайд († сл. 1371), омъжена за Гобело фон Бюбинген († сл. 1371)
- Елизабет фон Мандершайд († сл. 1379), омъжена за Йохан фон Пютлинген († 1389/1395), брат на Кунигунда фон Пютлинген († сл. 1371), първата съпруга на брат ѝ Вилхелм VIII фон Мандершайд
- Йохан фон Мандершайд († сл. 1395)
- Хайнрих фон Мандершайд